# エレーナ・ピエトリーニ
エレーナ・ピエトリーニ（Elena Pietrini、2000年3月17日 - ）は、イタリアの女子バレーボール選手。イタリア代表。

## 来歴
2017年、アルゼンチンで開催されたU18世界選手権で金メダル獲得の原動力となり、自身も大会MVPに選ばれた。2018年にシニア代表に初選出されると、同年のネーションズリーグでデビューを果たした。同年10月の世界選手権では銀メダルを獲得した。2021年開催の東京2020オリンピックに出場した。同年、9月のヨーロッパ選手権で金メダルを獲得し、自身もベストアウトサイドヒッター賞を受賞した。

## 球歴
- オリンピック - 2021年
- 世界選手権 - 2018年、2022年
- ネーションズリーグ - 2018年、2019年、2022年

## 所属クラブ
- Volleyrò Casal de Pazzi（2015-2017年）
- Club Italia（2017-2019年）
- サヴィーノ・デルベーネ・スカンディッチ（2019-2023年）
- ディナモ・カザン（2023-2024年）
- ヴェロ・バレー・ミラノ（2024年-）